# Anthony Mann
Anthony Mann, född 30 juni 1906 i San Diego, Kalifornien, död 29 april 1967 i Berlin, Tyskland, var en amerikansk filmregissör och skådespelare.

## Biografi
Mann började sin karriär som skådespelare innan han blev regissörsassistent 1942, då han hjälpte till att regissera filmer för RKO och Republic Films. I början av sin karriär gjorde han relativt välkända noir-filmer som T-Men (Al Capones banemän) (1947) och Reptilen (1948). Det var dock inom western-genren han kom att göra sitt verkliga intryck, främst genom fem filmer med skådespelaren James Stewart: Winchester '73 (1950), Landet bortom bergen (1952), Den nakna sporren (1953), Farornas land (1954) och Mannen från Laramie (1955).
På 1960-talet sadlade Mann om och gjorde två episka storfilmer, de storslagna El Cid (1961) och Romarrikets fall (1964).
Mann avled av en hjärtattack i Berlin 1967 under filmandet av Slutpunkt Berlin (1968). Filmens stjärna Laurence Harvey avslutade inspelningen.

## Filmografi i urval
- 1942 – Dr Broadway
- 1942 – Flickan från Havana
- 1943 – Nobody's Darling
- 1944 – Strangers in the Night
- 1944 – My Best Gal
- 1945 – Two O'Clock Courage
- 1945 – Sing Your Way Home
- 1945 – The Great Flamarion
- 1946 – The Bamboo Blonde
- 1946 – Strange Impersonation
- 1947 – Railroaded!
- 1947 – T-Men (Al Capones banemän)
- 1948 – Reptilen
- 1949 – Skräcknätter i Paris
- 1950 – Farlig väg
- 1950 – Röd mans land
- 1950 – Winchester '73
- 1951 – Panik på nattexpressen
- 1952 – Landet bortom bergen
- 1953 – Den nakna sporren
- 1953 – Bragdernas man
- 1953 – Moonlight serenade
- 1954 – Farornas land
- 1955 – Rymden är mitt liv
- 1955 – Mannen från Laramie
- 1957 – Tin Star
- 1957 – Män i krig
- 1958 – Mannen från västern
- 1958 – Guds lilla land
- 1960 – Cimarron
- 1961 – El Cid
- 1964 – Romarrikets fall
- 1965 – Hjältarna från Telemarken
- 1968 – Slutpunkt Berlin